# Fifth Overture
Fifth Overture è il quarto album di studio del gruppo punk inglese The Adicts, pubblicato inizialmente nel 1986 da Gama Records nella sola Germania, e l'anno seguente in Inghilterra.
Il disco non fu accolto bene dal pubblico, dal momento che le tracce erano dominate dalle tastiere, e le chitarre erano relegate in secondo piano nella quasi totalità della canzoni, eccettuate Two Timing Me, She's a Rocker e Dangers. 
L'album è stato ripubblicato nel 2008 da Captain Oi! con l'aggiunta di tutte le tracce dell'EP Bar Boom Bop del 1985. 

## Tracce
- Tutte le tracce scritte dai The Adicts, da Pete Dee e da Keith Warren.

1. Na Na Na - 3:53
2. I'm Yours - 2:57
3. Too Much of a Good Thing - 2:45
4. Sure Looks Pretty - 4:11
5. Don't Let Go - 2:46
6. Put Yourself in My Hands - 4:22
7. She's a Rocker - 3:44
8. Beauty Sleep - 4:17
9. Change - 3:12
10. Two Timing Me - 2:30
11. Dangers - 2:09
12. Coming Home - 3:38

### Bonus track (Captain Oi!)
Captain Oi!
1. Champs Elysees - 4:33
2. Sound of Music - 2:42
3. Who Spilt My Beer? - 3:18
4. Cowboys - 2:48

## Crediti
- Keith Warren - voce
- Pete Davidson - chitarra, produttore, voce d'accompagnamento
- Mel Ellis - basso, voce d'accompagnamento
- Kid Dee Davidson - batteria, voce d'accompagnamento
- James Harding - tastiere
- Tim Turan - mastering
- Tom Krüger - missaggio
- Mark Brennan - note di copertina